# Punishment (zespół muzyczny)
Punishment – koniński zespół reprezentujący nurt hardcore punk. Grupa powstała w 1997 roku po rozpadzie kilku lokalnych zespołów. Punishment tak jak Preshrunk wywodzi się z Koninskiej formacji HPC (Head Platform Crew). Zespół ma na koncie kilka nagrań koncertowych, które w światku sceny niezależnej są dostępne na przegrywanych płytach oraz jedną wydaną przez Sub Culture Records kasetę zatytułowaną po prostu Punishment. 

## Skład zespołu
- Kaczmar – perkusja
- Falens – gitara
- Jarass – gitara basowa
- Kolaj – wokal

## Dyskografia zespołu
- Punishment (Sub Culture Records)